# Nagycserged
Ezt a nevet viselte 1911-ig Magyarcserged is!
Nagycserged (románul: Cerghid) falu Romániában, Maros megyében.

## Fekvése
A Marostól délre, a Cserged patak völgyében fekszik, Nyárádtőtől 5 km-re délre. Áthalad rajta a DJ151B megyei út.

## Története
1438-ban Cherged néven említik először. Bod Péter református lelkész Smyrnay Szent Polikárpus... erdélyi református püspököknek historiájok 1665 című munkájában Nagycsergedet egy 1620-as keltezésű forrás alapján a 17. században virágzó református egyházközségnek írja le. Ennek ellenére a 17. század második felében már főként románok lakták, ennek valószínűleg az 1658 - 1662 közötti tatárjárás során bekövetkező pusztítás lehetett az oka.
A trianoni békeszerződésig Kis-Küküllő vármegye Radnóti járásához tartozott.

## Lakossága
1910-ben 851 fő lakta a települést, ebből 723 román, 78 magyar, 21 román és 29 egyéb nemzetiségűnek vallotta magát.
2002-ben 499 lakosából 468 román, 16 magyar és 15 cigány volt.